# ウミヒルモ属

ウミヒルモ属 (Halophila) は、オモダカ目トチカガミ科の海草。1806年に属として記載された。 学名の Halophila はラテン語で「塩分 (halo) を好む (phila)」ことを指す。
熱帯を中心に温帯の海域まで、主にインド洋、太平洋、地中海、カリブ海およびメキシコ湾に広く分布している。日本における標準種であるウミヒルモ (Halophila ovalis (R. Br.) Hook) は、石川県以西の日本海沿岸、中部地方以西の太平洋沿岸、瀬戸内海沿岸および南西諸島沿岸に分布している。ジュゴンが好んで食べる海草として知られている。
他の海草に多く見られる葉の基底鞘が、本属のいくつかの種では見られない。すなわち、葉の基部が茎の周囲を包んでおらず、鞘を形成していない。

## 種
キュー植物園で認められている種と分布域は以下の通りである。
1. Halophila australis – 南オーストラリア
2. Halophila baillonis – カリブ海、南北アメリカ
3. Halophila beccarii – 南、東南、東アジア
4. Halophila capricorni – ニューカレドニア、オーストラリア北東・珊瑚海の島嶼
5. Halophila decipiens – インド洋と太平洋の海岸。カリブ海、メキシコ湾
6. Halophila engelmannii – メキシコ、コスタリカ、バハマ、ケイマンズ、キューバ、アメリカ合衆国（ プエルトリコ 、 フロリダ 、 ルイジアナ 、 テキサス ）
7. Halophila gaudichaudii – インド洋、西太平洋
8. "Halophila hawaiiana – ハワイ
9. Halophila major – 日本、台湾、東南アジア、 カロリン諸島
10. Halophila mikii – 日本
11. Halophila minor – インド洋、西太平洋
12. "Halophila nipponica （syn. Halophila japonica ） – 韓国、日本
13. Halophila okinawensis – 南西諸島
14. Halophila ovalis – 紅海、インド洋、日本を含む西太平洋
15. Halophila spinulosa – 東南アジア、北オーストラリア、ニューギニア
16. Halophila stipulacea – 紅海、インド洋、カリブ海に侵入
17. Halophila sulawesii –  スラウェシ島
18. Halophila tricostata –  クイーンズランド